# Xerophaeus biplagiatus
Xerophaeus biplagiatus är en spindelart som beskrevs av Albert Tullgren 1910. Xerophaeus biplagiatus ingår i släktet Xerophaeus och familjen plattbuksspindlar. Inga underarter finns listade i Catalogue of Life.